# Viška bitka 1866.
Pomorska bitka kod Visa zbila se 20. srpnja 1866. godine u Jadranskom moru, u blizini otoka Visa (u Viškom kanalu). U njoj su se sukobile mornarice Austrijskog Carstva i Kraljevine Italije.
Bitka je završila pobjedom austrijske mornarice, a bila je dijelom austro-pruskog rata. U tom ratnom sukobu Kraljevina Italija bila je saveznica Pruske. Talijanski interes je bio zauzimanje bivših mletačkih posjeda na istočnojadranskoj obali koji su mirom u Campo Formiju 1797. godine pripali Habsburškoj Monarhiji.
Ovo je bila prva velika pomorska bitka u kojoj su sudjelovali oklopljeni brodovi i brodovi na parni pogon. Također, to je i prva bitka u svjetskoj povijesti u kojoj su se dvije oklopljene flote sukobile na otvorenom moru. Jednako tako, bila je jedna od zadnjih, ako ne i zadnja bitka, koja je koristila probijanje broda kljunom kao ratnu taktiku, tehniku koja se koristila još u doba Ilira, u ranom starom vijeku.
Flote su se sastojale od kombinacije neoklopljenih jedrenjaka s parnim motorom (linijski brodovi) i oklopnjača, koje su također bile mješovitog pogona. Talijanska flota od 12 oklopnjača i 17 neoklopljenih brodova je bila brojnija od austrijske, koju je činilo 7 oklopnjača i 11 neoklopljenih brodova. Austrijske snage su također značajno bile malobrojnije u puškama  (276 prema 121) i ukupnoj kovinskoj tonaži (53.236 t prema 23.538 t).  U bitci je sudjelovao i talijanski oklopni brod Affondatore.
Austrijsku flotu predvodio je Wilhelm von Tegetthoff, dok je zapovjednik talijanske flote bio grof Carlo di Persano.
Budući da su na austrijskoj strani sudjelovali brojni hrvatski mornari (od 7871 mornara bilo je oko 5000 Hrvata), važna posljedica austrijske pobjede pod Visom bilo je odbacivanje naklonosti prema Italiji i buđenje hrvatske nacionalne svijesti u Dalmaciji.[nedostaje izvor]

## Uvod
Cilj talijanske ratne mornarice bio je ostvarivanje prevlasti nad Jadranom, što je vidljivo iz instrukcija koje je 5. lipnja 1866. talijanska vlada dala admiralu Persanu. U srpnju je donesena odluka da se zauzme otok Vis. Dana 16. srpnja isplovila je talijanska flota od 28 ratnih brodova iz Ancone na čelu s admiralom Persanom te kontraadmiralom Vaccom i viceadmiralom Albinijem. Dan kasnije, Persano je poslao izviđački brod "Messaggero" pod britanskom zastavom do Visa kako bi ustanovio koja su mjesta najbolja za iskrcavanje trupa.
Napad na utvrđenja Komiže i Visa započeo je 18. srpnja, ali talijanska flota u početku nije bila odviše uspješna, jer su utvrđenja bila smještena previsoko nad morem. Nakon toga, napadnuta su unutrašnja utvrđenja viške luke i tvrđava Georg koje su pretrpjela znatne štete. Sutradan se talijanskoj floti priključilo još nekoliko brodova, i to "Affondatore", "Principe Umberto", "Carlo Alberto", "Governolo" i parobrod "Partenon", čime su desantne trupe povećane na 2200 ljudi. Tijekom dana nastavljena su silovita bombardiranja komiških i viških utvrđenja, ali zbog njihova žestoka otpora Persano i njegovi časnici nisu se usuđivali izvršiti iskrcaj vojnika na otok.

## Pomorska bitka
Dana 20. srpnja talijanska flota je obustavila napade na otok i postrojila se u formaciju očekujući dolazak austrijske mornarice.
Austrijsko zapovjedništvo bilo je svjesno da je talijansko brodovlje brže i bolje naoružano, pa su odlučili nastojati izbjeći artiljerijsku vatru i čim prije približiti se talijanskoj floti, kako bi neprijateljske brodove napali kljunovima. Austrijska flota brojila je 27 brodova, 57.344 t deplasmana, 532 topa i 7871 ljudi, a talijanska 34 broda s 86.000 t deplasmana, 645 topa i 10.886 ljudi.
Austrijski admiral Tegetthoff odlučio je ostvariti prednost tako što je napao talijansko brodovlje u klinastoj formaciji i stvorio metež u kojem su brodovi nastojali jedan drugoga probosti kljunom. Njegov brod "SMS Erzherzog Ferdinand Max" zaletio se usred boka talijanskom brodu "Re d'Italia" koji je potonuo za tri minute zajedno s 400 članova posade. Kad je oko 14:30 eksplodirao talijanski brod "Palestro", Persano je naredio povlačenje, iako je i dalje bio brojačano nadmoćniji u odnosu na austrijsku flotu.
Bilanca sukoba bila je: 38 mrtvih i 4 ranjena časnika, 574 mrtva i 32 ranjena mornara na talijanskoj strani, a 3 mrtva i 15 ranjenih časnika, te 35 mrtvih i 35 ranjenih mornara na austrijskoj strani. Dvije talijanske oklopnjače, "Palestro" i "Re d'Italia", u potpunosti su uništene, dok je na austrijskoj strani najteže stradao neoklopljeni brod "Kaiser".
Iako malobrojnija i slabije opremljena, austrijska mornarica je izvojevala veliku i presudnu pobjedu, dok je talijanska neuspjehom kod Visa propustila ostvariti prevlast nad Jadranom.

## Formacije brodovlja pred bitku

### Carevina Austrija
Zapovjedništvo austrijske flote odabralo je formaciju klina sastavljenu od tri uzastopna klina po sedam brodova.
U prvom klinu bili su oklopljeni brodovi "Erzherzog Ferdinand Max", "Habsburg", "Don Juan d'Austria", "Drache", "Kaiser", "Prinz Eugen" i "Salamander" te brod "Kaiserin Elisabeth".
Drugi klin činili su neoklopljeni brodovi "Kaiser", "Novara", "Furst Felix Schwarzenberg", "Graf Radetzky", "Adria", "Donau", "Erz. Friedrich", te izviđački brodovi "Greif" i "Stadium".
U sastavu trećeg klina bile su topovnjače "Hum", "Dalmat", "Wall", "Velebit", "Reka", "Seehund", "Streiter", te brod "Andreas Hofer i dvije škune "Narenta" i "Kerka".

### Kraljevina Italija
Admiral Persano naredio je postrojavanje svoje mornarice u kolonu sastavljenu od tri grupe; prethodnice, centra i začelja.
Prvu grupu, prethodnicu, sačinjavali su "Principe di Carignano", "Castelfidardo" i "Ancona".
Drugu grupu, centar, bio je sastavljen od brodova "Re d'Italia", "Affondatore", "Palestro" i S. Martino".
Na lijevom boku začelja nalazili su se drveni brodovi pod zapovjedništvom Albinija, i to fregate "Duca di Genova", "Carlo Alberto", "Vittorio Emanuele", "Garibaldi", "Principe Umberto", "Maria Adelaide" i "San Giovanni".
Treću grupu, začelje, činili su "Re di Portogallo" i "Maria Pia".

## Učinci
Ne samo u Viškoj bitci, nego i u kopnenom ratovanju (Bitka kod Custozze), austrijske snage su nadjačale talijanske.
Međutim, sukob između Italije i Austrije bio je tek sporedna scena znatnijeg Austrijsko-pruskog rata, gdje je Austrija u glavnoj Bitki kod Sadove u Češkoj (3. srpnja 1866.) pretrpjela vrlo teški poraz: Austrija mora pristati na Prusku aneksiju cijelog niza njemačkih državica koje su do tada bile povezane s Austrijom - te je također morala prepustiti Veneciju i Veneto pruskom savezniku Italiji.

## Zanimljivosti
- SMS Tegetthoff, austro-ugarski bojni brod izgrađen u 20. stoljeću je imenovan u čast zapovjednika pobjedničke vojske u Viškoj bitci.
- Ironično, nakon prvog svjetskog rata, brod je, kao dio ratnog plijena/odštete, dodijeljen Regii Marini, talijanskoj mornarici, koja je kasnije uništila brod koji je nosio ime čovjeka koji ih je porazio i to u svojoj prvoj bitci.

## Galerija slika
- Spomenik poginulima na austrijskoj strani u Viškoj bitci, groblje Prirovo, Vis, 2006.
- Natpis na prednjoj strani prvog spomenika poginulima u Viškoj bitci
- Natpis na prednjoj strani novog spomenika poginulima u Viškoj bitci
- Natpis na stražnjoj strani novog spomenika poginulima u Viškoj bitci

## Vanjske poveznice
- doc. dr. sc. Hrvoje Gračanin, Trijumf slabijih: Austrijanci od Talijana obranili Vis, vecernji.hr, 17. srpnja 2010.
- (engl.) Bibliografija  Arhivirana inačica izvorne stranice od 23. veljače 2006. (Wayback Machine), uow.edu.au
- (engl.) Zbirka slika  Arhivirana inačica izvorne stranice od 23. veljače 2006. (Wayback Machine), uow.edu.au
- (engl.) The Battle of Vis, croatian-treasure.com
- (engl.) Viška bitka
- Željko Holjevac, Sto pedeset godina od bitke kod Visa, Matica: mjesečna revija Hrvatske matice iseljenika, godište LXVI, broj 7, 2016., str. 34. – 36., matis.hr
- Petar Kuničić, Viški boj, 3. izd., Tisak i naklada Knjižare L. Hartmana (St. Kugli), Zagreb, 1907.

43°10′35″N 16°3′12″E / 43.17639°N 16.05333°E